# Broughton and Bretton
Broughton and Bretton (en anglais) ou Brychdyn a Bretton (en gallois) est une communauté du Flintshire, au pays de Galles.

## Géographie
La communauté de Broughton and Bretton est située dans le sud-est du Flintshire, à 7 km au sud-est de la ville de Shotton et à 8 km à l'ouest de la ville anglaise de Chester. La frontière anglo-galloise en délimite le territoire au sud. Comme son nom l'indique, elle comprend les villages de Broughton / Brychdyn et Bretton (en).

## Démographie
Au recensement de 2011, la communauté de Broughton and Bretton comptait 5 974 habitants.

## Jumelages
Broughton and Bretton est jumelée avec :
- Auzeville-Tolosane (France) depuis 1991[2].